# Fort Miamis
 (novembre 2023).
Si vous disposez d'ouvrages ou d'articles de référence ou si vous connaissez des sites web de qualité traitant du thème abordé ici, merci de compléter l'article en donnant les références utiles à sa vérifiabilité et en les liant à la section « Notes et références ».
Fort Miamis est un fort construit au XVIIIe siècle en Nouvelle-France. Il fut nommé Fort Miamis, comme l'avait été un autre fort (Fort Miami), construit au siècle précédent.
Fort Miamis fut établi en 1702 à l'emplacement de l'actuelle ville de Fort Wayne dans l'Indiana par les Français, commandés par Jean-Baptiste Bissot de Vincennes, sous le nom de Fort Saint-Philippe des Miamis ou Fort des Miamis.
La construction se fit entre 1702 et 1715 à Kekionga, un grand village de la Nation des Amérindiens Miamis situé à la confluence des rivières Saint-Joseph, Sainte-Marie et Maumee. Les Miamis refusèrent d'abandonner leur village et de se déplacer plus à l'ouest. Le gouverneur Philippe de Rigaud de Vaudreuil autorisa Bissot à construire un fort pour protéger les routes commerciales de la Nouvelle-France.
Le fort fut pris par les Anglais en 1760, et détruit.

## Historique
Le fort Miamis, à l'origine appelé fort Saint-Philippe des Miamis, a été établi en 1715 à Kekionga, un grand village des Miamis fondé au confluent de la rivière Saint-Joseph et Sainte-Marie qui forment la rivière Maumee. Au début, les Miamis ont refusé d'abandonner leur village pour être déplacés plus à l'ouest pour les éloigner des commerçants britanniques, C'est ainsi que le gouverneur Philippe de Rigaud de Vaudreuil a autorisé à Jean Baptiste Bissot la construction d'un fort pour protéger les routes commerciales de la Nouvelle-France.
Le fort original servit de poste de traite jusqu'en 1747, lorsque les Hurons, sous le chef Orontony trouva le fort à court de soldats, puisque le commandant du fort l'enseigne Douville et la plupart des soldats étaient partis à fort Detroit. Le fort fut pilé et incendié.

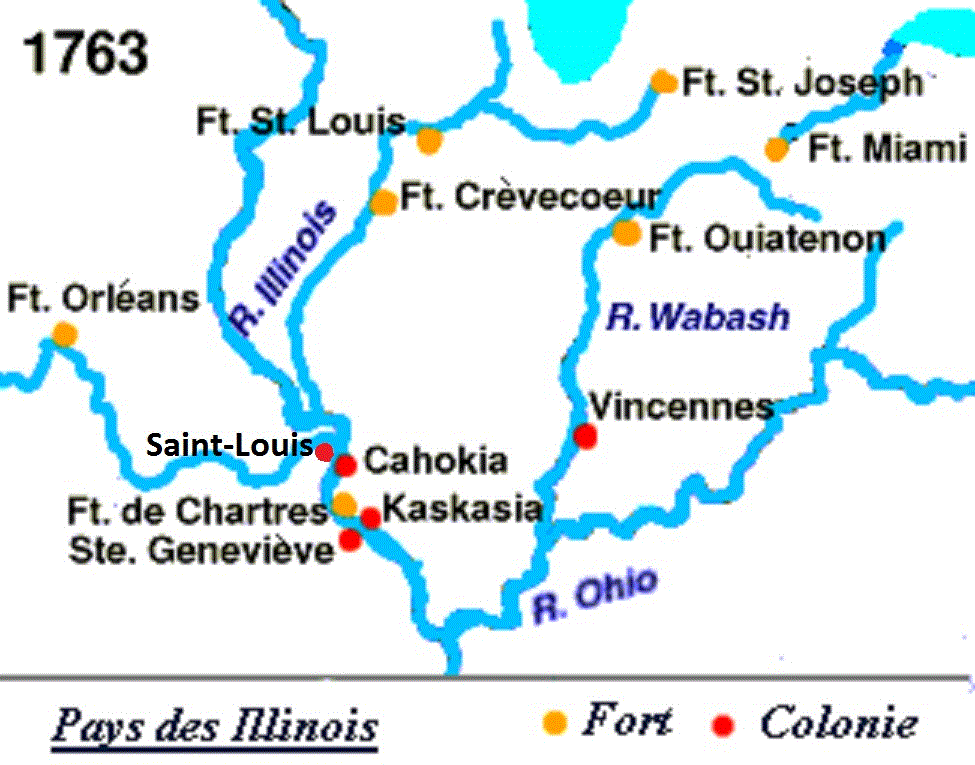
Localisation du Fort Miami

Lors de l'été 1749, des soldats français, canadiens et amérindiens sous le commandement du capitaine Pierre Blainville ont reconstruit le fort. Ce deuxième fort a survécu à la guerre de Sept Ans, mais a été attaqué en 1752, et deux soldats de la garnison française ont été tués en dehors du fort. En novembre 1760, à la fin de la guerre de Sept Ans, le fort fut formellement rendu au commandant britannique Holmes de la Grande-Bretagne. Pendant la rébellion de Pontiac, les Anglais ont perdu le contrôle du fort en 1763, et le fort a été détruit par les Amérindiens.
Les Anglais refortifièrent la ville, et le poste de traite fut rouvert. Il fut saccagé en 1780 par Augustin de La Balme, un commandant de cavalerie française qui était venu aider les Américains dans leur guerre d'indépendance. Ses soldats ont pillé les magasins, mais ils ont été exterminés par le chef des Miamis Michikinikwa, et les marchandises ont été récupérées.. 
La coalition de Kekionga est demeurée fidèle à leurs alliés britanniques même après que le secteur a été cédé aux États-Unis à la fin de la guerre. C'est donc devenu une cible des armées américaines, menant à plusieurs victoires amérindiennes remarquables maintenant connues sous le nom de guerre amérindienne du Nord-Ouest. Durant l'une de ces batailles, le général Josiah Harmar fut défait (1790). La bataille se produisit aux alentours du fort. La guerre amérindienne du nord-ouest finit avec la bataille de Fallen Timbers, où le général Anthony Wayne a finalement réalisé une victoire américaine.